# 199696 Kemenesi
A 199696 Kemenesi (ideiglenes jelöléssel (199696) 2006 HD31) a Naprendszer kisbolygóövében található aszteroida. Sárneczky Krisztián fedezte fel 2006. április 25-én.